# Nagy-Hagymás

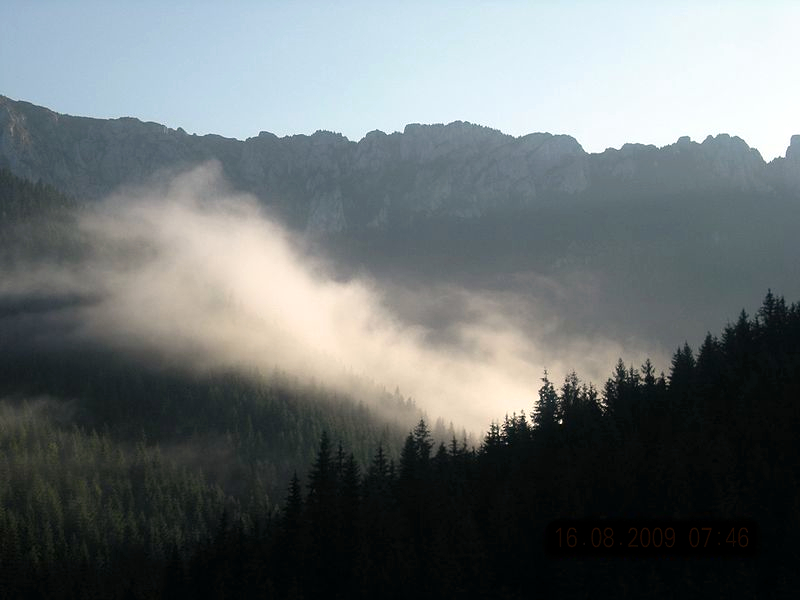
Felszálló köd a Nagy-Hagymás előtt

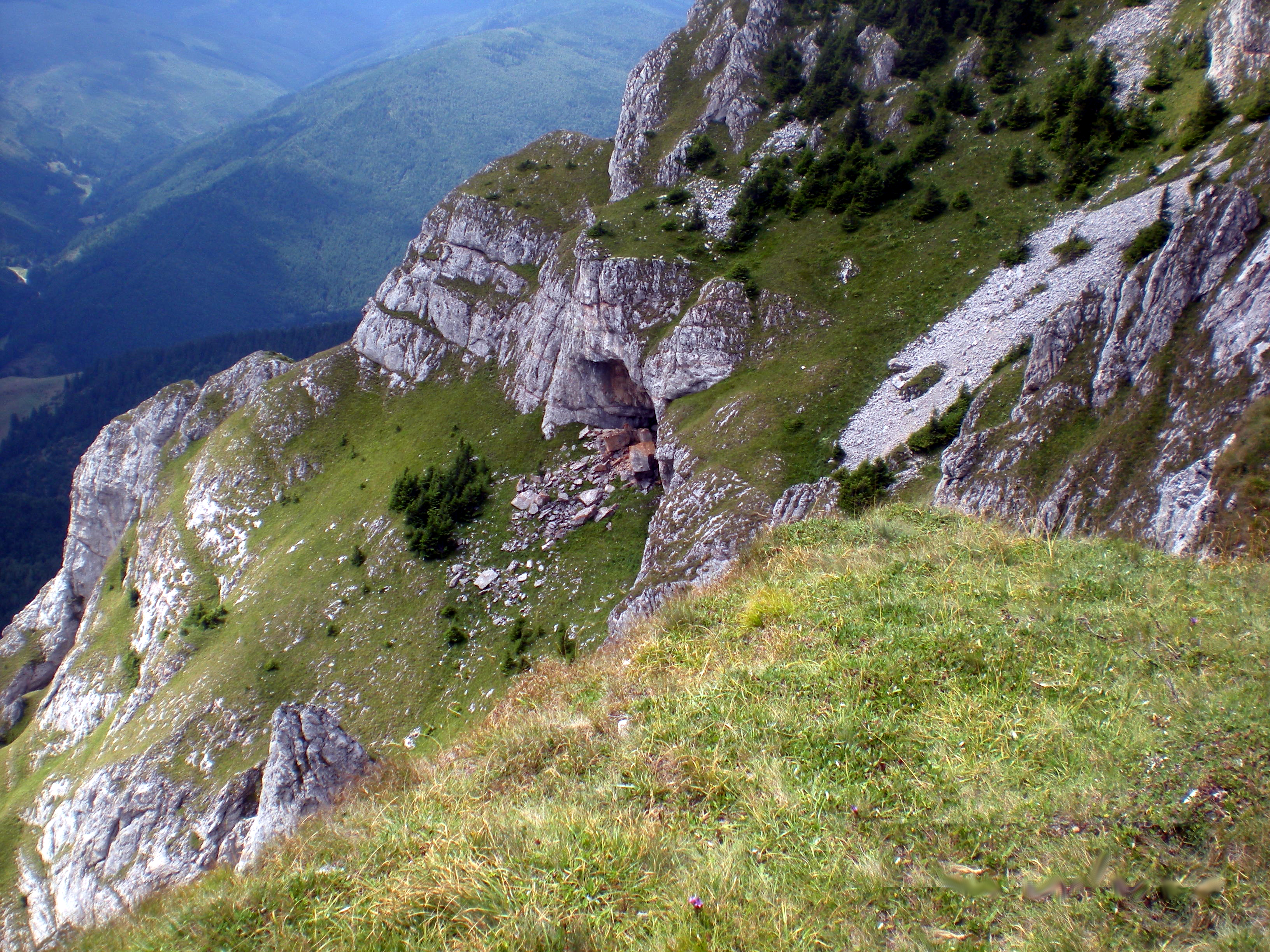
Sziklaomladék

A Nagy-Hagymás-hegység vagy Bárány-havas (románul: Hășmașul Mare) a Hagymás-hegység legmagasabb pontjával rendelkező hegytömbjeként, a Békás-szoros-Nagyhagymás Nemzeti Park részeként a Keleti-Kárpátokban, Hargita és Neamț megye határán fekszik. Kőzettani szempontból kristályos palából (üledékes kőzet) felépülő sziklaformáció. Orbán Balázs A Székelyföld leírása című művében így ír ezen megkapó hegyről és környékéről:
„Oly szép és ragyogó táj, melynél szebbet se Svájcz, se Tirol felmutatni nem képes”
|  |  |

## Elhelyezkedése és határai
A Nagy-Hagymás-hegység a Kárpátok három nagy földtani egysége közül a középsőbe, az ún. kristályos-mezozóos övezetbe tartozik. Észak felől a Veres-kő és a Fehér-mező mészkő fennsíkja csatlakozik hozzá, amelyen gyakoriak a víznyelők (dolinák), keletről Háromkút, délnyugatról a Kurmatura nyereggel összekapcsolva a hegymászásra is alkalmas 1648 m magas Egyes-kő határolja, nyugatról és délnyugatról pedig az Olt veszi körül.

## Kialakulása
Alapkőzetei több mint négy milliárd éves átalakult kőzetek, amelyekre a földtörténeti középkorban (mezozoikum) vastag tengeri üledéksor rakodott: a paleozoikum végére a talapzatot alkotó kristályos pala rétegek lesüllyedtek, ebbe a bemélyedésbe (a Hagymás geoszinklinálisa) rakódtak le kisebb-nagyobb szünetekkel a triász-jura és krétakori üledékes, jobbára meszes kőzetrétegek.

## Növényzete és állatvilága
A hatalmas fenyőerdővel borított hegyhátat és völgyeket a szurdokvölgyek meredek mészkőfalainak gyér és alacsony növényzete teszi változatossá. A tűlevelűek közül a legelterjedtebb a lucfenyő, még előfordul a jegenyefenyő, az erdei fenyő, a vörösfenyő, valamint a törpefenyő, a lombhullatók közül a nyír és a bükk. Védett állatok: zerge, hiúz, barna medve, siketfajd, farkas. A védett növények pedig: havasi gyopár (az ország havasi gyopárban leggazdagabb helye), kisasszonypapucs, henyeboroszlán, sárga tárnics, zergeboglár, pozsoritai hölgymál.

## Túraútvonalak
A Nagy-Hagymás-hegység csúcsa több útvonal mentén is megközelíthető:
- Kék sáv: Balánbánya - Kovácspataka - Nyíres sarok - Egyes-kő menedékház - (piros sávon tovább)Kurmatura nyereg - Bárány nyak- Nagy-Hagymás csúcsa
- Kék sáv: Balánbánya - Balánbányai-víztároló - Olt-Bükk-patak torkolata - Meggyes-patak torkolata (kék kereszten tovább) - Vas-patak völgye - Fehérmező - Nagy-Hagymás csúcsa
- Kék sáv: Gyilkos-tó - Juh-patak - Hagymás-patak - Fehérmező - Nagy-Hagymás csúcsa

## További információ
- http://www.orasulbalan.ro/hu/page/143/latvanyossagok Archiválva 2016. március 5-i dátummal a Wayback Machine-ben
- https://web.archive.org/web/20150630022213/http://www.hegyiacsok.ro/index.php?lang=HU
- https://web.archive.org/web/20180809230306/http://egyesko.ro/